# Anisaspoides gigantea
Anisaspoides là một chi nhện đơn loài Anisaspoides gigantea trong họ Paratropididae.